# 林尚道
林 尚道（はやし なおみち、1953年8月8日 - ）は、日本の実業家。エリアリンク株式会社創業者・代表取締役社長。一般社団法人日本セルフストレージ協会代表理事。

## 人物・来歴
東京理科大学工学部経営工学科卒業後、1978年千曲不動産（のちのスターツコーポレーション）入社。1995年、船橋市でウェルズ技研（のちのエリアリンク）を設立し、代表取締役社長に就任。レンタル収納用スペース事業などを展開した。2010年日本セルフストレージ協会理事。2019年日本セルフストレージ協会代表理事。